# Xã Walton, Michigan
Xã Walton (tiếng Anh: Walton Township) là một xã thuộc quận Eaton, tiểu bang Michigan, Hoa Kỳ. Năm 2010, dân số của xã này là 2.266 người.